# 王湛 (晉朝)

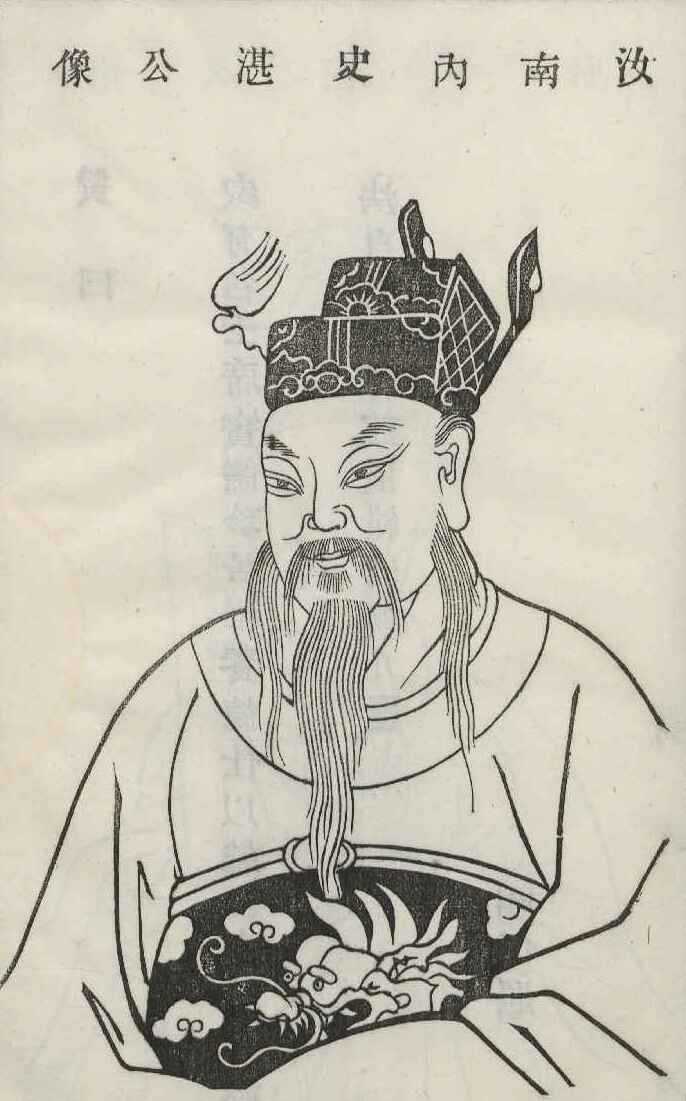
王湛

王湛（249年—295年），字處沖，西晉太原晉陽（今山西省太原）人。曹魏司空王昶之子，在晉官至汝南太守。

## 生平
王湛二十八歲時出仕，於西晉朝中曾擔任過秦王文學、太子洗馬、尚書郎、太子中庶子和汝南內史等職。王渾攻滅東吳後，王湛獲封關內侯。元康五年（295年）去世，享年四十七岁。

## 性格特徵
- 王湛身高七尺八寸，高額大鼻。
- 王湛年輕時就有見識和器度，但少言寡语，對人施以恩惠都不為人所知，故此連宗族中人都以為他癡愚。
- 王湛侄子王濟亦因對王湛的誤解而看不起他，一次見王湛床頭有一本《周易》，則問王湛：「叔父你用這本書來幹甚麼？」王湛則答：「身體不好時，或許看一下吧。」王濟隨即請王湛解釋一下內容，王湛於是向王濟剖析書中玄理，見解獨到，王濟都沒有聽過，令一直沒有敬重過王湛的王濟嚇得抖震，從心對叔父表現得恭敬。王濟及後在王湛家留了一日一夜，發現自己顯得不足於叔父，感歎地說：「家族中有名士，整整三十年都不知道，是我的罪過呀！」
- 王湛亦喜好馬匹，王濟有一匹隨行馬匹並不喜歡被人騎乘，但王湛騎上後姿態美妙，揮動馬鞭時亦如絲帶般回轉自如，即使擅長騎馬的人亦不能超越他。王湛亦有相馬的能力，見到王濟十分喜愛的座騎，卻說：「這匹馬雖然跑得快，但吃不了苦。我最近看見有一匹督郵馬能勝過這馬，但沒有糧草餵飼。」王濟於是養了那一匹馬，但表現和自己那匹一樣。王湛及後說：「這匹馬要負重任才看到其能力，一般情況下是和普通馬沒有分別的。」於是王濟就在狹小空間下讓兩匹馬盤旋，王濟的馬果然跌倒，而那匹督邸馬則沒有遇到問題。這件事令本身也十分喜歡馬匹的王濟十分驚異，不但對父親王渾讚賞王湛：「我剛剛有了位叔叔，才能在我之上呀！」更對向來視王湛為癡愚的晉武帝稱許他是「山涛以下，魏舒以上。」

## 家庭

### 妻
- 郝氏，郝普女。[3]

### 子
- 王承，初為東海王司馬越幕下官屬，後任東海太守。南渡江南後有極高名譽。

## 延伸阅读
[在维基数据编辑]
 《晉書·卷075》，出自房玄齡《晉書》